# SN 2005ej
SN 2005ej – supernowa typu Ia odkryta 23 września 2005 roku w galaktyce A185338+6613. W momencie odkrycia miała maksymalną jasność 17,40m.